# Fisklösen (Dalby socken, Värmland)
Fisklösen är en sjö i Torsby kommun i Värmland och ingår i Göta älvs huvudavrinningsområde.